# محمية الحبارى الطبيعية
محمية الحبارى الطبيعية، أو (محمية بينونة الكبرى )، تأسست عام 2008هي أحد محميات دولة الإمارات العربية المتحدة التي تقع في منطقة الظفرة في إمارة أبو ظبي، ويعود سبب التسمية إلى " حبارى" وهو طائر أرضي كبير موطنه منطقة الخليج، حيث تتكون هذه المحمية من مزرعة وفيرة وسهول ساحلية على أرض رملية جيدة التصريف وتضاريس حصوية.

## نبذة عامة
أحد أهم المحميات الطبيعية التي تقوم بشكل أساسي على توطين طائر الحبارى، فهي تستضيف أكبر برامج لإعادة توطين الحبارى في دولة الإمارات العربية المتحدة ، كما أنها المحمية الوحيدة التي شوهد فيها قط الرمال بعد غياب طويل، كما تعيش على الجزيرة مجموعة من الحيوانات المتنوعة مثل الغزال الرملي والأرنب البري والقنفذ الصحراوي ومجموعة من أنواع الزواحف وحيوانات أخرى، وتضم مجموعة من النباتات المختلفة حيث يعتبر الغطاء النباتي في المحمية جيداً بشكل عام. تقوم على إدراتها هيئة البيئة في أبوظبي، وتمتد على مساحة إجمالية تبلغ 774 كيلومترًا مربعًاحيث خضعت المحمية لعدد من المشروعات التي تهدف إلى الحفاظ على البيئة الطبيعية مثل مشروع توسعة المحمية وزيادة مساحتها لحماية الحيوانات الموجودة فيها.

## حيوان المها العربي

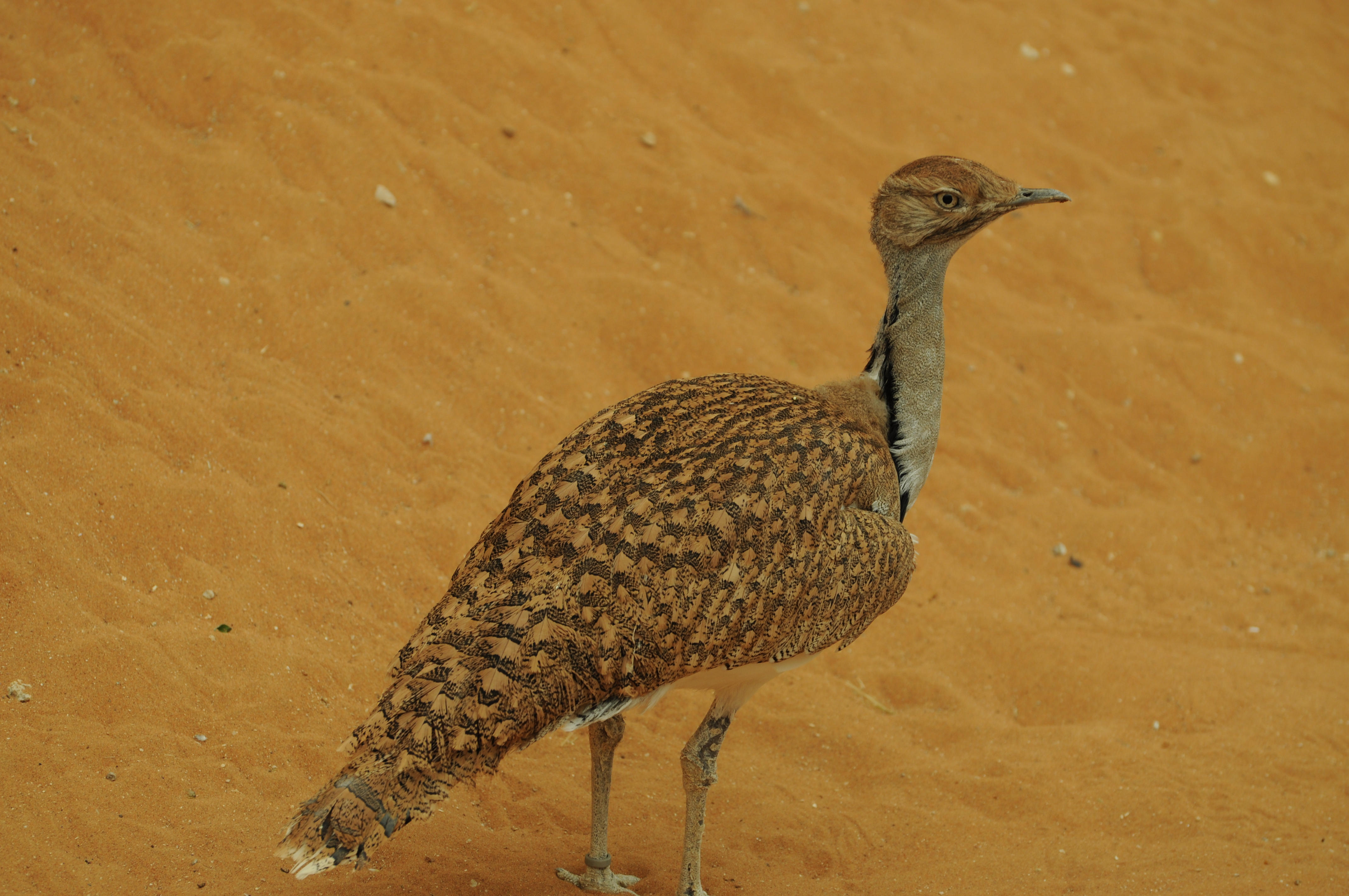
طائر الحبارى.

أصدرت هيئة البيئة بالتنسيق مع بلدية منطقة الظفرة بتوجيهات من سمو الشيخ حمدان بن زايد آل نهيان "ممثل الحاكم في منطقة الظفرة ورئيس مجلس إدارة هيئة البيئة في أبوظبي" مجموعة جديدة من "المها العربي" في محمية الحبارى، وهذه المجموعة هي الأولى من بين 100 مها عربي، حيث أكد حمدان بن زايد آل نهيان على أن إعادة إدخال المها العربي أدى إلى إلى تغيير وضعها في عام 2011 في القائمة الحمراء للاتحاد الدولي للحفاظ على الطبيعة من "مهددة بالانقراض" إلى "معرضة للانقراض".

## طائر الحبارى
طائر الحبارى في محمية الحبارى يعد من الأنواع البارزة التي تحظى باهتمام كبير في جهود الحفاظ على الحياة البرية، وتعنى المحمية بهذا الطائر عن طريق توفير البيئة المناسبة لتكاثره وتربيته، مما يساهم في تعزيز أعداده وتوطينه في المحمية، وبشكل عام يعتبر طائر الحبارى طائر مهاجر، ذو لون بني مبقع على الجزء العلوي من جسمه يتميز بسيقانه الطويلة وعنقه النحيل ومنقاره القوي الذي يساعده في عملية البحث عن الغذاء، وهو يفضل البقاء على اليابسة باحثاً عن طعامه من البذور والحشرات والحيوانات الصغيرة، وكذلك ليحتمي من المفترسات، وهو يحصل على الجزء الأكبر من حاجته من الماء عن طريق الطعام، فهو لا يحتاج إلى شرب الماء بكميات كبيرة، كما يعتبر الحبارى رمزاً ثقافياً وتراثياً في المنطقة، حيث يستخدم في رياضة الصيد بالصقور، مما يضيف بعداً جديداً إلى جهود الحفاظ على هذا الطائر في بيئته الطبيعية.

## أنظر أيضاََ
- محمية بو السياييف البحرية
- محمية الظليمة
- محمية مليحة
- محمية شنوف
- محمية الوثبة للأراضي الرطبة
- قائمة المناطق المحمية في دولة الإمارات العربية المتحدة